# Astilbe microphylla
Astilbe microphylla là một loài thực vật có hoa trong họ Saxifragaceae. Loài này được Knoll miêu tả khoa học đầu tiên năm 1907.